# 蔣根煌
蔣根煌（1963年5月1日—）是中華民國政治人物，現任國民黨中常委、新北市議會議長、中國國民黨中央常務委員、全國地方議會正副議長聯誼會會長。
1990年踏入政壇，曾連任多屆臺北縣新莊市市民代表。2010年台北縣改制為新北市後，蔣根煌便參選新北市議員，當選連任至今；亦自2014年起擔任議長至今。

## 言論及爭議
- 2019年11月，中國國民黨2020年中華民國總統選舉候選人韓國瑜赴新北市議會時，蔣根煌批判臺灣同性婚姻政策很恐怖、臺灣出生率低，現在還要擔憂同性戀成為愛滋病傳播的溫床等歧視性的爭議言論[5]。

- 2024年4月，蔣根煌在開議日（23日）預備會議的抽籤過程中，與同黨籍市議員陳明義發生衝突。由於第3審查會（對應工務局、水利局、城鄉發展局及有關事項）的登記議員眾多，其抽籤過程引發爭議，陳明義要求表決，甚至散會，議長蔣根煌則因丟擲手機而引起注意[6][7][8]。

## 選舉紀錄
| 年度 | 選舉屆數                 | 選舉區           | 所屬政黨   | 得票數 | 得票率 | 當選標記 | 備註 |
| ---- | ------------------------ | ---------------- | ---------- | ------ | ------ | -------- | ---- |
| 1990 | 第四屆新莊市市民代表選舉 | 臺北縣新莊市     | 中國國民黨 | 4,189  | 4.19%  |          |      |
| 1994 | 第五屆新莊市市民代表選舉 | 臺北縣新莊市     | 中國國民黨 | 2,067  | 2.11%  |          |      |
| 1998 | 第六屆新莊市市民代表選舉 | 臺北縣新莊市     | 中國國民黨 | 3,267  | 2.74%  |          |      |
| 2002 | 第七屆新莊市市民代表選舉 | 臺北縣新莊市     | 中國國民黨 | 3,917  | 2.99%  |          |      |
| 2006 | 第八屆新莊市市民代表選舉 | 臺北縣新莊市     | 中國國民黨 | 3,712  | 3.02%  |          |      |
| 2010 | 第一屆新北市議員選舉     | 新北市第二選舉區 | 中國國民黨 | 25,078 | 7.59%  |          |      |
| 2014 | 第二屆新北市議員選舉     | 新北市第二選舉區 | 中國國民黨 | 22,188 | 7.27%  |          |      |
| 2018 | 第三屆新北市議員選舉     | 新北市第二選舉區 | 中國國民黨 | 25,951 | 7.73%  |          |      |
| 2022 | 第四屆新北市議員選舉     | 新北市第三選舉區 | 中國國民黨 | 22,509 | 12.34% |          |      |